# La Codorniz
La Codorniz va ser una revista d'humor gràfic i literari publicada a Espanya des de 1941 a 1978. S'autoproclamava «La revista més audaç per al lector més intel·ligent», i posteriorment també «Degana de la premsa humorística». Fou una de les publicacions d'humor més duradores, i serví d'inspiració a les posteriors El Papus, Hermano Lobo, Por Favor i El Jueves.
Fou fundada per Miguel Mihura com a successora de La Ametralladora, però el seu successor en la direcció Álvaro de Laiglesia, qui li donaria el toc personal que caracteritzaria a la revista. Hi van col·laborar Mingote, Chumy Chúmez, Máximo, Gila, Serafín, Oscar Pin (Fernando Perdiguero Pérez), Perich, Ops (posteriorment conegut com a El Roto), Antonio Fraguas de Pablo, Julio Cebrián, Alfonso Sánchez Martínez i Rafael Azcona, endemés de Conchita Montes o Julio Penedo (Jupe).
Va tenir diversos problemes amb la censura (especialment per Article 2n de la Llei de Premsa) i va sofrir nombroses multes, prevencions i fins i tot fou suspesa en 1973 i 1975. Així mateix és víctima, o potser gaudeix, de múltiples llegendes urbanes referides a portades i articles que mai va publicar i no obstant això són famosíssimes.

## La Golondriz
Al maig de 1990, dotze anys més tard del seu tancament, un reduït grup dels seus col·laboradors recuperen l'esperit de la revista en aquest gratuït suplement mensual. Suposa la volta de les seves més cèlebres seccions dels 60: Crítica de la Vida, Cárcel y Comisaría de Papel, Politicomics, Critica Literaria y de televisión i Pagina de Terror.